# Ліберадз
Ліберадз (пол. Liberadz) — село в Польщі, у гміні Шренськ Млавського повіту Мазовецького воєводства.
Населення — 125 осіб (2011).
У 1975-1998 роках село належало до Цехановського воєводства.

## Демографія
Демографічна структура станом на 31 березня 2011 року:
|          | Загалом | Допрацездатний вік | Працездатний вік | Постпрацездатний вік |
| -------- | ------- | ------------------ | ---------------- | -------------------- |
| Чоловіки | 61      | 16                 | 39               | 6                    |
| Жінки    | 64      | 14                 | 33               | 17                   |
| Разом    | 125     | 30                 | 72               | 23                   |